# Bad Black
Bad Black è un film d'azione diretto e prodotto da Nabwana IGG, a Wakaliwood, uno studio ugandese di film a bassissimo budget.

## Trama
Un uomo di nome Swaz entra in un cambiavalute e compie una sanguinosa rapina, costretto dal fatto che la sua amata moglie è malata e che lui non ha i soldi per pagare i medici. Durante la fuga Swaz riesce a far scappare il suo complice con il bottino, ma lui rimane ucciso durante l'inseguimento.
Negli slum di Kampala una bambina decide di lasciare la casa della nonna, dove veniva allevata, dopo aver ascoltato il figlio di lei lamentarsi di come la bambina prosciugasse tutte le energie dell'anziana donna. Entra in un giro di giovani delinquenti di strada capitanati da un ex commando della Forza di Difesa Popolare dell'Uganda che li costringe a praticare accattonaggio e piccoli furti per le vie dei ghetti. Durante uno di questi furtarelli la bambina tenta di rubare dei rottami metallici dal magazzino di Hirigi, che la scopre e decide di tagliarle le mani per punizione. Solo l'intervento fortuito di un altro uomo permette alla bambina di fuggire. La sera stessa lo sfruttatore di bambini uccide uno dei ragazzi; la bambina decide di reagire, rubando al commando la pistola nel sonno e uccidendolo.
Dieci anni dopo la bambina è cresciuta ed è diventata il capo di una temibile banda, con il nome di Bad Black. Nella stessa zona arriva Alan Ssali, un dottore americano intenzionato ad aiutare la popolazione degli slum.
Alan incontra Bad Black che lo scambia per un commando, per via della medaglietta che porta al collo, e decide di rapinarlo. Si infiltra nella sua stanza e ruba soldi, carte di credito e passaporto. Alan si rivolge alla polizia ma inutilmente; a quel punto il suo giovane aiutante, un ragazzino chiamato "Wesley Snipes", lo istrusice nelle tecniche di combattimento.
Nel frattempo Bad Black porta avanti i propri affari, incontra nuovamente il ricco Higiri e decide di sedurlo per farsi sposare e convincerlo a darle tutto il suo denaro.  Durante uno scambio di droga avviene una colluttazione tra la banda di Bad Black e la polizia; nello scontro si intromette anche Alan che riesce ad ottenere la sua vendetta recuperando i suoi beni e consegnando Bad Black alla polizia.
Bad Black ha l'opportunità di fuggire quando i suoi uomini assaltano la prigione, ma decide di restare rinchiusa per aiutare un'altra detenuta, il cui periodo di detenzione è prossimo al termine. Poco dopo deve affrontare il processo da parte del furioso Hirigi, che la accusa di averlo derubato. Dalla deposizione di Bad Black si capisce che Swaz era suo padre, che aveva rubato per poter assistere la madre che tuttavia era deceduta appena aveva saputo della morte di Swaz durante la fuga. Il giudice decide di assolverla.
Tre mesi dopo Bad Black ha abbandonato il crimine e fa da infermiera per Alan, con l'ambizione di diventare dottoressa. La moglie di Hirigi interviene per sparare alla ragazza, colpevole secondo lei di aver rovinato la famiglia. La donna però non riesce a colpire Bad Black e uccide invece Alan prima di essere fermata.

## Produzione
Il film è stato prodotto con un budget equivalente a soli 65 dollari americani.
È presente all'inizio del film un breve cameo di Capitan Alex, il protagonista delle precedente pellicola del regista: Who Killed Captain Alex?. Nella scena la voce narrante dice È vivo! È vivo! ma subito dopo viene ucciso dal personaggio Swaz.

## Accoglienza
Bad Black è stato presentato Fantastic Fest 2016, Vincendo il Premio Audience e quello per la miglior regia d'azione a Nabwana IGG.
Richard Kuipers di Variety ha recensito il film "Una miscela no-budget commedia e azione".
Bad Black è stato ben accolto al Seattle International Film Festival del 2017, dove è stato proiettato quattro volte.